# Cesare Salvadori
Cesare Salvadori (Turín, 22 de septiembre de 1941-Turín, 8 de agosto de 2021) fue un deportista italiano que compitió en esgrima, especialista en la modalidad de sable.
Participó en tres Juegos Olímpicos de Verano entre los años 1964 y 1972, obteniendo en total tres medallas: plata en Tokio 1964, plata en México 1968 y oro en Múnich 1972. Ganó tres medallas en el Campeonato Mundial de Esgrima entre los años 1965 y 1973.

## Palmarés internacional
| Juegos Olímpicos   | Juegos Olímpicos          | Juegos Olímpicos  | Juegos Olímpicos  |
| Año                | Lugar                     | Medalla           | Prueba            |
| ------------------ | ------------------------- | ----------------- | ----------------- |
| 1964               | Tokio (Japón)             | Medalla de plata  | Sable por equipos |
| 1968               | Ciudad de México (México) | Medalla de plata  | Sable por equipos |
| 1972               | Múnich (RFA)              | Medalla de oro    | Sable por equipos |
| Campeonato Mundial |                           |                   |                   |
| Año                | Lugar                     | Medalla           | Prueba            |
| 1965               | París (Francia)           | Medalla de plata  | Sable por equipos |
| 1971               | Viena (Austria)           | Medalla de bronce | Sable por equipos |
| 1973               | Gotemburgo (Suecia)       | Medalla de bronce | Sable por equipos |